# Lerbäcks socken
Lerbäcks socken i Närke ingick i Kumla härad, ingår sedan 1971 i Askersunds kommun i Örebro län och motsvarar från 2016 Lerbäcks distrikt.
Socknens areal är 315,32 kvadratkilometer, varav 288,48 land. År 2000 fanns här 2 979 invånare. Tätorterna Åsbro, Rönneshytta, orterna Mariedamm och Skyllberg samt kyrkbyn Lerbäck med sockenkyrkan Lerbäcks kyrka ligger i socknen.

## Administrativ historik
Lerbäcks socken har medeltida ursprung. Vid kommunreformen 1862 övergick socknens ansvar för de kyrkliga frågorna till Lerbäcks församling och för de borgerliga frågorna till Lerbäcks landskommun. Landskommunen utökades 1952 och uppgick 1971 i Askersunds kommun.
1 januari 2016 inrättades distriktet Lerbäck, med samma omfattning som församlingen hade 1999/2000.
Socknen har tillhört fögderier, tingslag och domsagor enligt vad som beskrivs i artikeln Närke.

## Geografi
Lerbäcks socken ligger i södra Närke vid gränsen mot Östergötland och till stor del i Tylöskogen med sjön Tisaren i norr. Socknen är en karg sjö- och mossrik skogsbygd. Socknen genomkorsas av riksväg 50 samt av järnvägen Hallsberg–Mjölby. Vid Mariedamm finns Trehörnings masugn, en av Sveriges få bevarade mulltimmerhyttor.

### Geografisk avgränsning
Socknen avgränsas längst i nordväst av Viby socken och i norr av Hallsbergs socken, båda i Hallsbergs kommun. I öster ligger Bo socken och Svennevads socken (Hallsbergs kommun) och i söder avgränsas socknen av Godegårds socken i Motala kommun (Östergötlands län). I sydväst ligger Hammars socken samt Askersunds socken och i väster ligger Snavlunda socken.

## Fornlämningar
Gravfält och spridda stensättningar från järnåldern är funna. Ett skattfynd av en guldbrakteat är funnen vid Mariedamm.

## Namnet
Namnet (1314 Leberk') kommer från kyrkbyn. Namnet tolkas som 'den leriga bäcken'.

## Befolkningsutveckling
| Befolkningsutvecklingen i Lerbäcks socken 1750–1990                                                     | Befolkningsutvecklingen i Lerbäcks socken 1750–1990 | Befolkningsutvecklingen i Lerbäcks socken 1750–1990 | Befolkningsutvecklingen i Lerbäcks socken 1750–1990 | Befolkningsutvecklingen i Lerbäcks socken 1750–1990 |
| --- | --------------------------------------------------- | --------------------------------------------------- | --------------------------------------------------- | --------------------------------------------------- |
| |                                                     |                                                     |                                                     |                                                     |
| År |                                                     |                                                     | Folkmängd                                           |                                                     |
| 1750 | 1750                                                |                                                     | 2 212                                               |                                                     |
| 1760 | 1760                                                |                                                     | 2 427                                               |                                                     |
| 1769 | 1769                                                |                                                     | 2 415                                               |                                                     |
| 1800 | 1800                                                |                                                     | 2 700                                               |                                                     |
| 1810 | 1810                                                |                                                     | 2 901                                               |                                                     |
| 1820 | 1820                                                |                                                     | 3 198                                               |                                                     |
| 1830 | 1830                                                |                                                     | 3 911                                               |                                                     |
| 1840 | 1840                                                |                                                     | 4 177                                               |                                                     |
| 1850 | 1850                                                |                                                     | 4 596                                               |                                                     |
| 1860 | 1860                                                |                                                     | 5 073                                               |                                                     |
| 1870 | 1870                                                |                                                     | 5 989                                               |                                                     |
| 1880 | 1880                                                |                                                     | 6 726                                               |                                                     |
| 1890 | 1890                                                |                                                     | 6 650                                               |                                                     |
| 1900 | 1900                                                |                                                     | 6 511                                               |                                                     |
| 1910 | 1910                                                |                                                     | 6 195                                               |                                                     |
| 1920 | 1920                                                |                                                     | 5 855                                               |                                                     |
| 1930 | 1930                                                |                                                     | 5 077                                               |                                                     |
| 1940 | 1940                                                |                                                     | 4 454                                               |                                                     |
| 1950 | 1950                                                |                                                     | 4 132                                               |                                                     |
| 1960 | 1960                                                |                                                     | 3 344                                               |                                                     |
| 1970 | 1970                                                |                                                     | 2 832                                               |                                                     |
| 1980 | 1980                                                |                                                     | 3 266                                               |                                                     |
| 1990 | 1990                                                |                                                     | 3 177                                               |                                                     |
| Anm: Källor: Umeå universitet - Tabellverket 1749-1859, Demografiska databasen, CEDAR, Umeå universitet |                                                     |                                                     |                                                     |                                                     |